# Fågelmyrtjärnen, Jämtland
Fågelmyrtjärnen är en sjö i Krokoms kommun i Jämtland och ingår i Indalsälvens huvudavrinningsområde.